# Suriki
Suriki (en rus: Сурики) és un poble de l'óblast de Nóvgorod, a Rússia, segons el cens del 2011 tenia 31 habitants.